# NGC 7163
NGC 7163 ist eine Balken-Spiralgalaxie mit ausgedehnten Sternentstehungsgebieten vom Hubble-Typ SBab im Sternbild Piscis Austrinus am Südsternhimmel. Sie ist schätzungsweise 125 Millionen Lichtjahre von der Milchstraße entfernt und hat einen Durchmesser von etwa 70.000 Lj. 
Sie gehört zusammen mit NGC 7172, NGC 7173, NGC 7174 und NGC 7176 zur Hickson Compact Group HCG 90.
Das Objekt wurde am 27. September 1834 von John Herschel entdeckt.